# Fiji nos Jogos Olímpicos de Verão de 2000
Fiji participou dos Jogos Olímpicos de Verão de 2000 em Sydney, Austrália.